# Lydekkerina
Lydekkerina es un género extinto de tetrapodos. Se han descubierto fósiles procedentes de principios del Triásico, poco después de la Extinción masiva del Pérmico-Triásico, en Sudáfrica.